# Cessna 170

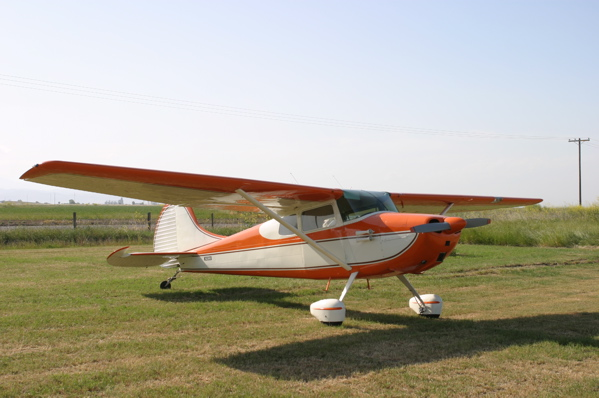
Cessna 170B

De Cessna 170 is een licht, eenmotorig sportvliegtuig dat door Cessna tussen 1948 en 1956 geproduceerd werd. Het is de vierzitter versie van de Cessna 140 en werd in 1956 opgevolgd door de Cessna 172. Er werden ruim vijfduizend vliegtuigen van dit type gebouwd, waarvan er nu nog ongeveer tweeduizend in bedrijf zijn.

## Ontwerp en historie
De eerste versie van de Cessna 170 was een vierpersoons versie van de Cessna 140 met een dubbele vleugelstijl. Het toestel was van metaal, maar de vleugels hadden nog een doekbespanning. In 1949 kwam model 170A op de markt met een volledig metalen constructie, enkele vleugelstijl en met een vleugel V-stelling van nul graden. 
Het model Cessna 170B werd in 1952 geïntroduceerd en onderging diverse aanpassingen tot de productie van dit toestel stopte in 1956. De meest opvallende verandering in vergelijking met de Cessna 170A waren de grote "semi Fowler" flaps die ook gebruikt werden op de Cessna L-19 Bird Dog. De flaps waren door Cessna gelabeld als Para-lift maar de term Barndoor is een meer gebruikelijke beschrijving. De flaps hadden vier standen: 0, 20, 30 en 40 graden.

## Specificaties
- Type: Cessna 170
- Fabriek: Cessna
- Bemanning: 1
- Passagiers: 3
- Lengte: 7,61 m
- Spanwijdte: 11,0 m
- Hoogte: 2,01 m
- Vleugeloppervlak: 16,2 m²
- Leeg gewicht: 547 kg
- Brandstof: 160 liter
- Maximum gewicht: 998 kg

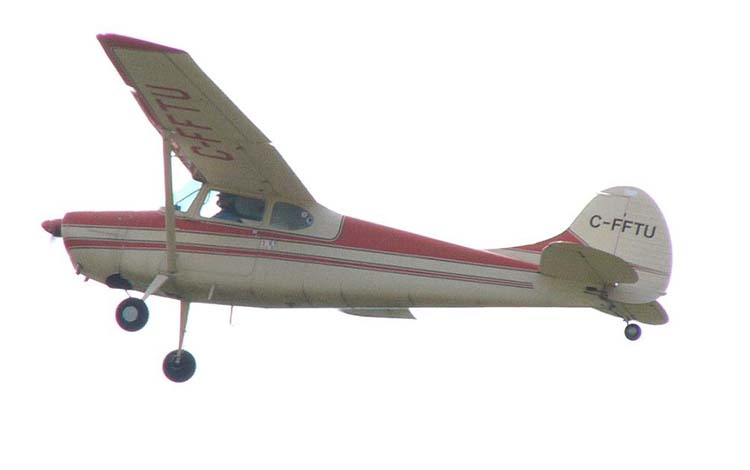
Cessna 170B - Smiths Falls Airport, 2006

- Motor: 1 × Continental C145-2 luchtgekoelde zescilinder boxermotor, 145 pk (108 kW)
- Eerste vlucht: 1 juni 1948
- Aantal gebouwd: 5174 (1948-1956)

Prestaties:
- Maximumsnelheid: 230 km/u
- Kruissnelheid: 190 km/u
- Overtreksnelheid: 84 km/u
- Klimsnelheid: 3,5 m/s
- Plafond: 4700 m
- Vliegbereik: 855 km